# Coswig
Coswig è una città di 20 512 abitanti della Sassonia, in Germania.
Appartiene al circondario di Meißen.
Coswig si fregia del titolo di "Grande città circondariale" (Große Kreisstadt).

## Amministrazione

### Gemellaggi
Coswig è gemellata con:
- Ravensburg, dal 1990
- Lovosice, dal 1995